# Martha Naujoks

Martha Naujoks (1922)

Martha Naujoks (* 2. Dezember 1903 in Krefeld als Martha Pleul; † 26. Januar 1998 in Hamburg) war eine kommunistische Widerstandskämpferin gegen den Nationalsozialismus.

## Leben
Martha Pleul war die Tochter eines Webers und einer Schneiderin. 1906 zog die Familie nach Zwickau, 1908 nach Falkenstein/Vogtl. Mit Beginn des Ersten Weltkrieges, als elfjähriges Mädchen, musste Martha in Heimarbeit große Ballen Nesseln zerschneiden. Der Vater kam an die Ostfront, die Mutter wurde in einer Pulverfabrik als Formerin dienstverpflichtet. Neben der Heimarbeit musste sie für die jüngere Schwester Else und andere Kinder aus dem Haus sorgen. Der Vater wurde 1916 zur Arbeit in den Leunawerken reklamiert, und die Familie siedelte zunächst nach Dessau, dann nach Halle um.
Nach Beendigung der Schulzeit 1918 besuchte sie eine private jüdische Handelsschule. Um das Schulgeld aufzubringen, mussten Martha und ihre Mutter durch Schneidern etwas hinzuverdienen. Außerdem lernte Martha Stenographie und Maschineschreiben. 1919 trat sie der Freien Sozialistischen Jugend (FJS) bei. Wie ihre Eltern, die nach Bewilligung der Kriegskredite von der SPD zur USPD übertraten, wurde sie im Dezember 1920 Mitglied der KPD. Sie arbeitete bei der Wirtschaftlichen Räte Organisation (WRO) mit Bernard Koenen zusammen, später arbeitete sie bei der KPD-Bezirksleitung Halle-Merseburg unter der Leitung von Georg Schumann. Während der Märzaktionen 1921 arbeitete sie illegal in der politischen Leitung mit Alfred Oelßner zusammen. Wegen drohender Verhaftungen musste sie nach Hannover umziehen, arbeitete dort bei der Bezirksleitung der KPD und war Funktionärin des Kommunistischen Jugendverbandes (KJVD). 1922 nahm sie an der Tagung des Reichsausschusses der KJVD in Hannover teil.
Ende 1922 übersiedelte Martha Pleul nach Hamburg und arbeitete bei der Hamburger Volkszeitung (HVZ). Sie nahm am Hamburger Aufstand 1923 teil und kam deshalb für drei Monate in Untersuchungshaft. 1926 heiratete sie Harry Naujoks, der nach dem Hamburger Aufstand im Oktober 1923 Vorsitzender des Hamburger Kommunistischen Jugendverbandes (KJVD) wurde. Nach ihrer Haftentlassung arbeitete sie wieder in der Redaktion der Hamburger Volkszeitung, später bei der Deutsch-Russischen Petroleum-Gesellschaft (DEROP) und der Handelsvertretung der UdSSR.
Ab 1933 arbeitete das Paar illegal für die KPD weiter. Martha Naujoks wurde am 28. Juli in sogenannte Schutzhaft genommen. Nach ihrer Freilassung arbeitete sie weiter in der Illegalität. Von Anfang 1934 bis zum Herbst 1935 versuchte sie mit Hans Westermann, Erwin Fischer und Horst Fröhlich die Hamburger Parteiorganisation nach mehreren Verhaftungswellen zu reorganisieren. Am 30. September ging sie auf Beschluss der Parteileitung gemeinsam mit Wilhelm Knöchel, der zum VII. Weltkongress delegiert war, über die sudetendeutsche Grenze nach Prag. Dort wurde sie von Walter Ulbricht und Hans Kippenberger empfangen und verhört. Bis Anfang 1936 leistete sie u. a. Grenzarbeit. Anschließend emigrierte sie in die Sowjetunion, wo sie unter dem Parteinamen Inge Karst lebte. Sie arbeitete zunächst beim Verlag für ausländische Arbeiter. Im Juni 1937 wurde sie wegen „politischer Unzuverlässigkeit“ aus der Exil-KPD ausgeschlossen, sie hatte verschwiegen, dass ihre Mutter zeitweise dem Leninbund angehört hatte. Ein weiterer Grund war, dass sie 1928 gegen Ernst Thälmann wegen der Wittorf-Affäre aufgetreten war. April 1939 wurde sie wieder in die Partei aufgenommen und war dann bei der Kommunistischen Internationale (KI), der Internationalen Lenin-Schule und zusammen mit Ernst Fischer in der geheimen Nachfolgeorganisation der KI, dem sogenannten Institut 6, tätig. Gegen Kriegsende wurde Martha auf einen Fallschirmspringereinsatz in Leuna vorbereitet und arbeitete vorübergehend für das Nationalkomitee Freies Deutschland.
Im Juni 1945 kehrte Martha Naujoks nach Deutschland zurück. In Berlin arbeitete sie als Redaktionssekretärin bei der Täglichen Rundschau und später bei der Berliner Zeitung. Erst jetzt erfuhr sie, dass ihr Mann noch lebte, nachdem er 1942 durch französische und russische Zeitungen totgesagt worden war. Nachdem sie ihn wiedergefunden hatte, ging sie nach dem 15. KPD-Parteitag 1946 in Berlin zusammen mit den Westdelegierten Max Reimann und Erich Hoffmann nach Hamburg. Dort wurde sie Sekretärin des Zonenbüros der KPD, dann bis 1950 in der Bezirksleitung der KPD Wasserkante. In der Abteilung Agitation und Propaganda unter der Leitung von Alfred Drögemüller kümmerte sie sich 1946 bis 1948 um die Herausgabe der theoretischen Zeitschrift Weg und Ziel.

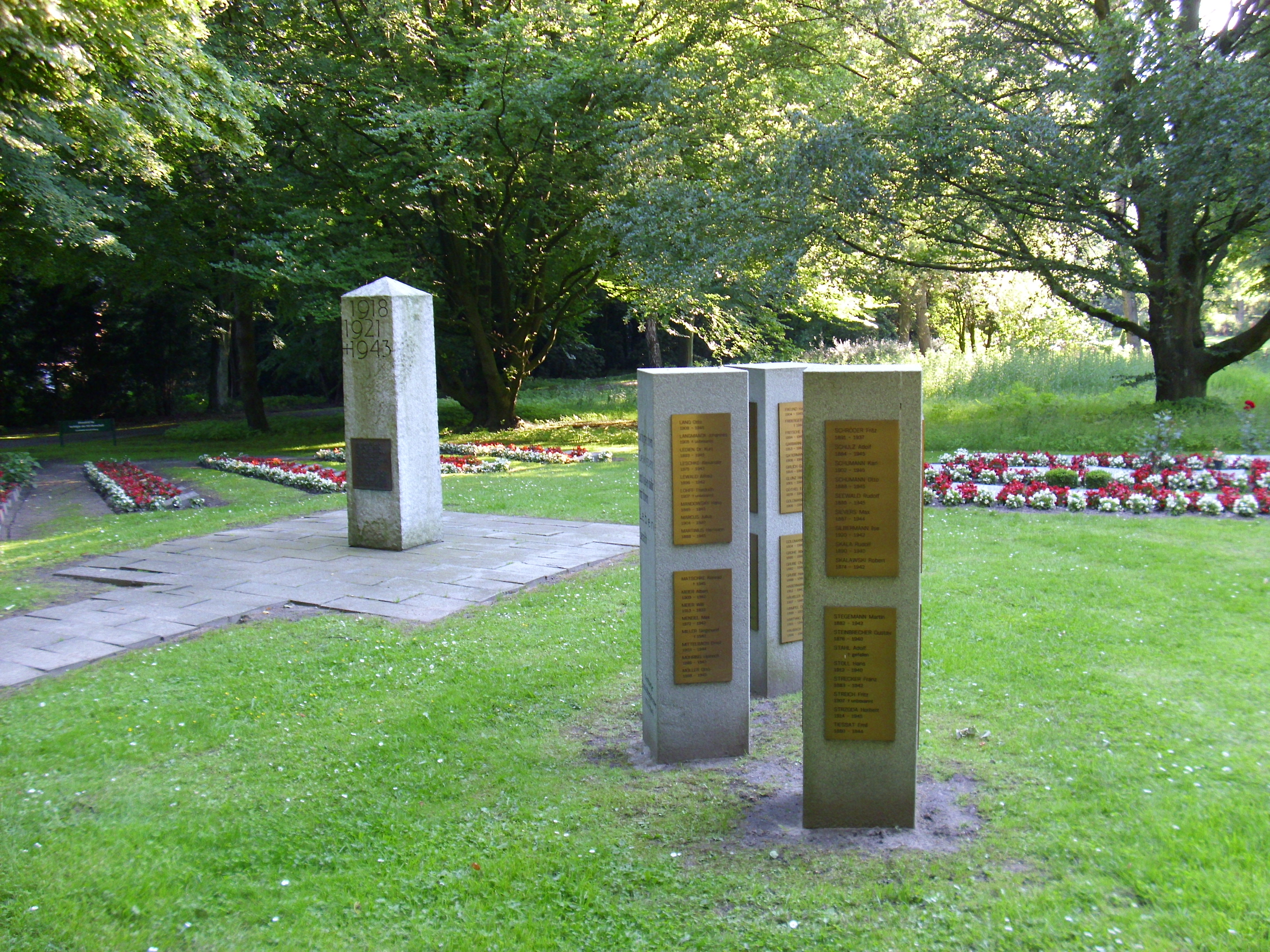
Ehrenfeld auf dem Friedhof Hamburg-Ohlsdorf. Hintergrund links, zweite Reihe von rechts, letzter Stein: Harry und Martha Naujoks.

1950 musste Martha Naujoks krankheitsbedingt ihre Arbeit aufgeben, blieb aber weiterhin politisch aktiv und hatte an der Herausgabe des Sachsenhausen-Buchs von Harry Naujoks großen Anteil. Bis zu ihrem Tode nahm sie trotz ihres schlechten Gesundheitszustandes lebhaften Anteil an den politischen Ereignissen. Sie gehörte zu den Gründungsmitgliedern des Willi-Bredel-Gesellschaft Geschichtswerkstatt e. V.
Die Bibliothek von Martha und Harry Naujoks wurde der Gedenkstätte Sachsenhausen vererbt und ist da mit 2.400 Bänden der umfangreichste Einzelbestand.
Auf dem Ohlsdorfer Friedhof befindet sich im Ehrenfeld der Geschwister-Scholl-Stiftung ein gemeinsamer Kissenstein für Harry und Martha Naujoks, Planquadrat Bo 73, Nr. 12.
Der Historiker Henning Fischer hat eine Biographie über Martha Naujoks erstellt, die im Herbst 2023 mit den Erinnerungen von Harry Naujoks erscheinen soll.